# Nebre
Nebre (auch Hor-Nebre, Hor-Nebra, oder, veraltet, Ra-neb) war der Horusname des zweiten altägyptischen Königs (Pharaos) der 2. Dynastie (Frühdynastische Zeit), der um 2830 v. Chr. regierte.
Die Dauer seiner Regentschaft ist nicht genau bekannt. Während der Jahreseintrag im Turiner Königspapyrus weggebrochen ist, berichtet der antike Chronist Manetho von 39 Regierungsjahren. Vermutlich ist dies jedoch übertrieben oder eine Verlesung der Jahresangaben. Nach jetzigem Forschungsstand hat Nebre etwa 10 bis 14 Jahre regiert.

## Zum Namen

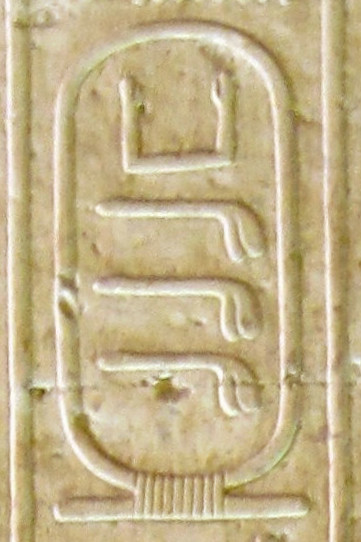
Kartuschenname des Nebre in der Königsliste von Abydos.

Nebres Horusname wurde besonders in früheren Zeiten gern als „Raneb“ gelesen. Diese Lesung wird jedoch seit geraumer Zeit in Frage gestellt. Grund ist die Feststellung, dass die Sonne während der frühdynastischen Epoche noch nicht so sehr im Zentrum religiöser Anbetung stand. Vom Ende der Prädynastischen Epoche bis zum Beginn des Alten Reiches konzentrierte sich der Staatsglaube der Ägypter auf die Wahrung der dualistischen Gleichstellung der beiden obersten Staatsgottheiten Horus und Seth. Die Sonne galt zu dieser Zeit noch als Himmelskörper, der von Horus kontrolliert wurde und lediglich ein Teil von ihm war. Als wichtiges Indiz für diese Erkenntnis führen unter anderen Winfried Barta und Steven Quirke an, dass der Name „Re“ für die Sonnengottheit erst nach und nach als Bestandteil von privaten Personennamen mit Beginn der 3. Dynastie unter König Djoser in Erscheinung tritt (so bei dem hohen Beamten Hesire) und erst Mitte der 4. Dynastie unter König Djedefre in den Fokus religiöser Kulte rückt und endgültig eigenständigen Status als fest etablierte Gottheit erlangt (so ist Djedefre der erste König, der seinen Geburtsnamen speziell dem Sonnengott Re widmet). Der Horusname von König Nebre mag daher lediglich auf erste Veränderungen im kosmologischen Denken hinweisen, welche die zunehmende Anbetung der Sonne förderten. Eine weitere Förderung des Sonnenkultes mag Ägypten unter Seth-Peribsen erfahren haben. Jochem Kahl verweist auf mehrere Tonsiegelabdrücke, die das Seth-Tier zusammen mit der Sonnenscheibe über dem Serech des Königs zeigen. Die Sonne galt nun als Himmelskörper, der von Seth beherrscht wurde. Die Sonne wurde also bis zur Herrschaft von König Djoser als ein bloßes, von den beiden Staatsgöttern beherrschtes Tagesgestirn ohne eigene Persönlichkeit angesehen. Aus diesem Grund wäre eine Lesung als „Raneb“ (zu dt. „Ra ist mein Herr“) irreführend. In der Ägyptologie hat sich daher die Lesung „Neb-Re“ oder „Neb-Ra“ (dt. „Herr über die Sonne“) durchgesetzt.
Nahe einer Oase bei Armant befindet sich eine Felsinschrift mit Nebres Namen, die eine interessante Schreibweise im Serech aufweist: hier wurden die Zeichen „Sonne“ (N5) und „Herr“ (V30) vertauscht.

## Identität
Die Ägyptologie identifiziert im Allgemeinen König Nebre als den Herrscher „Kakau“, der in ramessidischen Königslisten als zweiter Regent der 2. Dynastie und als direkter Vorgänger von König Ninetjer angegeben ist. Problematisch daran ist der Umstand, dass dieser in einer Kartusche geschriebene Name nicht zeitgenössisch belegt ist, weder in dieser Form, noch in einer ähnlichen Variante. Es liegen auch keinerlei zeitgenössische Inschriften vor, in denen sich ein weiterer Name des Herrschers finden lässt, den die Schreiber späterer Epochen vielleicht missverstanden haben könnten.

### Nebre ist identisch mit Weneg

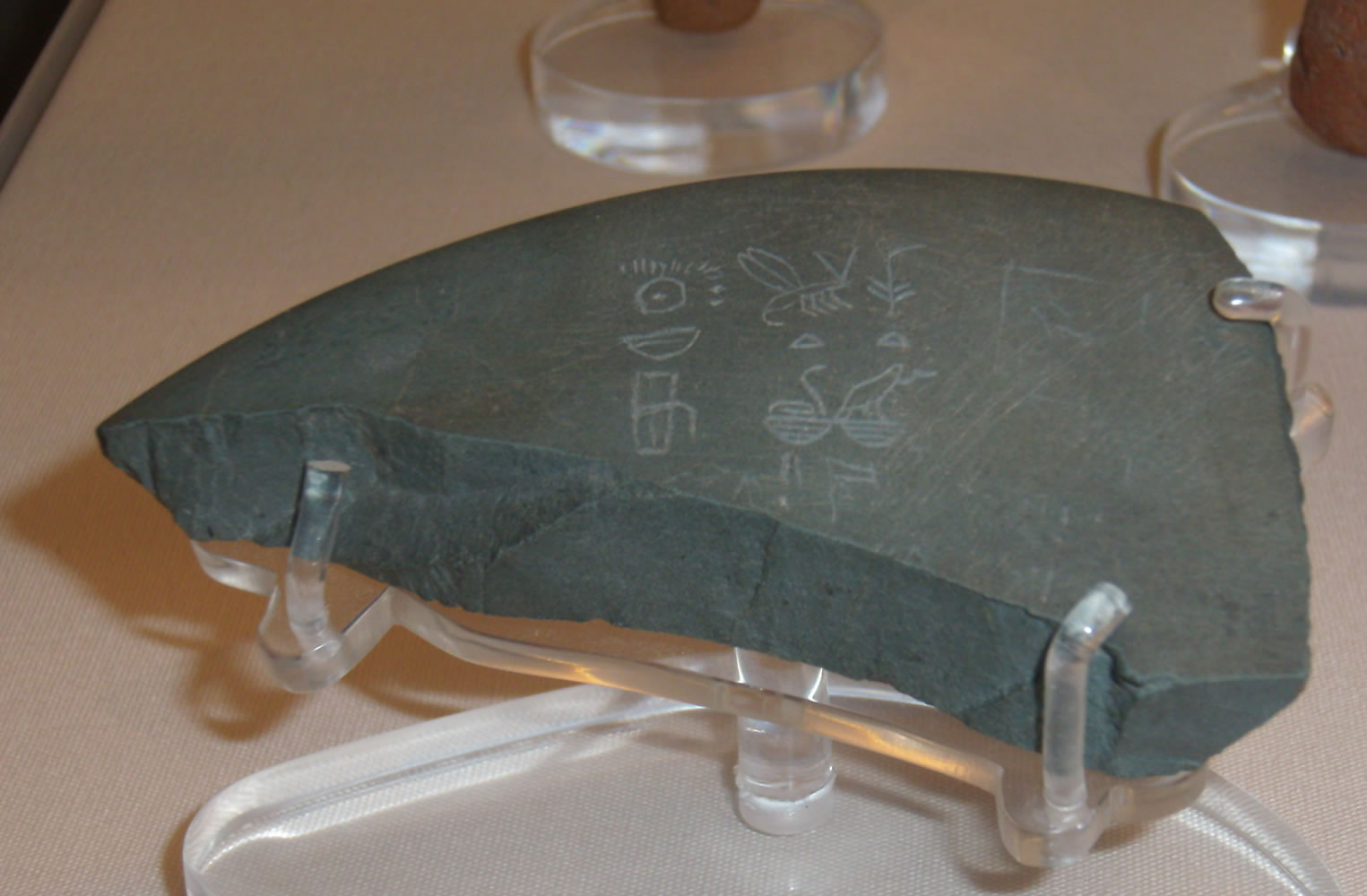
Fragment der Steinschale des Ninetjer (BM EA 35556).

Ägyptologe Jochem Kahl identifiziert Nebre mit dem zeitgenössisch belegten und vieldiskutierten Thronnamen „Nisutbiti-Nebti Weneg“. Er sieht dabei das Vulkansteinfragment BM EA 35556 und dessen Gefäßgravur als Schlüssel bezüglich der Lösung im Zusammenhang mit der Gleichsetzung von „Raneb“ und „Weneg“. Beide Namen standen ursprünglich nebeneinander auf dem Fragment, sind aber später überschrieben worden. In der Mitte der Inschrift findet sich heute lesbar der Thronname des Ninetjer, dem dritten Herrscher der 2. Dynastie. Die Hieroglyphen, mit denen Ninetjers Name geschrieben wird, sind der Darstellung des Palastes „Hut-sa-ha“ des Nebre auf der rechten Seite zugewandt und somit spiegelverkehrt. Die Darstellung des Palastes und der Name des Nebre weisen partielle Zerstörungen durch Abreibungen auf. Kahl vermutet, dass die bereits vorhandene Hieroglyphe der „Weneg-Blume“ weggeschliffen und mit den Zeichen für den Namen „Ninetjer“ überschrieben werden sollte. Daraus schließt Kahl eine Gleichsetzung der Namen „Weneg“ und „Nebre“. Die Gründe, warum auch der Horusname des Nebre eventuell getilgt werden sollte, bleiben bislang unklar. Kahl weist jedoch darauf hin, dass mindestens vier der Namen des Weneg „auf Rasur“ angebracht wurden, Weneg ließ demnach selbst den Namen seiner Vorgänger überschreiben. Als weiteres Argument beruft er sich auf die Annahme, dass der Name des Hor-Nebre als „Raneb“ (deutsch „Ra ist mein Herr“) zu lesen sei und die Gottheit Weneg als „Sohn des Ra“ verehrt wurde. Da er daraus eine Gemeinsamkeit hinsichtlich eines beginnenden Sonnenkultes ableitet, verknüpft er die Namen „Raneb“ und „Weneg“ miteinander. Als drittes Argument für eine Gleichsetzung der Namen „Nebre“ und „Weneg“ führt Kahl den sogenannten „Goldnamen“ an, der in archaischer Form schon in der 1. Dynastie erscheint und in späterer Zeit als Ehrentitel für Ra verwendet wurde. Kahl nimmt deshalb an, dass Ra schon in der 1. Dynastie eine prominente Gottheit gewesen sein müsse.
Kahls Gleichsetzung der Namen „Nebre“ und „Weneg“ wird zwischenzeitlich von der Mehrheit der Ägyptologie begrüßt. Die Theorien zur frühdynastischen Existenz eines Sonnengottes „Ra“ werden allerdings weiterhin mit Skepsis betrachtet. Ben Suelzle weist darauf hin, dass der Titel „Der Goldene“ als Ehrenanrede auch für andere Gottheiten Verwendung fand, wie zum Beispiel für Horus unter König Qaa (1. Dynastie), wo Horus als „Goldener der Götterschaft“ betitelt wird. Oder für die Kronengöttinnen Nechbet und Wadjet unter König Chasechemui (dessen Nebtiname lautete „Krönung der beiden Mächte der Beiden Herrinnen, ihr Leib ist von Gold“). Als drittes Beispiel führt Suelzle den Gott Seth an, der unter König Peribsen ebenfalls als „Der Goldene“ bezeichnet wurde. „Der Goldene“ konnte daher quasi für praktisch jede Gottheit Ägyptens stehen. Ein Goldname sei daher kein zwingendes Indiz für eine Verehrung eines „Sonnengottes Ra“ in den frühdynastischen Epochen, zumal die Könige sich selbst stets als Repräsentanten des Horus und des Seth betrachteten, nicht etwa des Ra. Stephen Quirke wirft ergänzend ein, dass die Bezeichnung „Ra“ (ägyptisch r3) für die Sonne erst in den Namen hoher Beamter unter König Djoser auftaucht. Ein „Sonnengott Rê“ als selbständiger Gott mit eigenem Kult ist unter Nebre noch nicht nachgewiesen, er wurde erst unter König Djoser eingeführt.

### Nebre ist identisch mit Nubnefer
Jürgen von Beckerath und Battiscombe Gunn hingegen schlagen den Nisut-Biti-Namen Nubnefer als möglichen Eigennamen vor. Allerdings ist auch diese Gleichstellung nicht unwidersprochen, da „Nubnefer“ bereits ein feststehender Geburtsname ist und möglicherweise bereits einem anderen, eigenständigen Herrscher gehört, zumal die Könige der ersten bis dritten Dynastie für ihre Nisut-biti-Nebti-Namen stets dieselbe Schreibweise verwendeten.

## Belege
Ein Gefäßfragment aus Schiefer, das in der Mastaba S3014 in Sakkara entdeckt wurde, nennt in Verknüpfung mit dem Namen „Weneg“ das Fest „Hor wadjet sah“ (Aufrichten der Pfeiler des Horus). Dieses Fest wird ausgiebig und oft auf Gefäßen aus der Regierungszeit der Könige Nebre und Ninetjer genannt, die Gefäßinschrift bestätigt somit zumindest eine chronologische Nähe von Weneg an den Beginn der 2. Dynastie. Nebres Name erscheint außerdem auf Siegelabrollungen aus einem großen Ganggrab unter der Unas-Pyramide, zusammen mit solchen seines Vorgängers Hetepsechemui. Er wird auf verschiedenen Inschriften auf Steingefäßen aus Abydos, Gizeh und vor allem Sakkara genannt. Seltsamerweise taucht sein Name jedoch nie allein auf, sondern stets entweder gemeinsam mit dem Namen seines Vorgängers (Hetepsechemui) oder mit dem seines Nachfolgers (Ninetjer).
Des Weiteren ist von Nebre eine Stele aus Memphis oder Sakkara erhalten, die sich heute im Metropolitan Museum of Art in New York befindet. In Memphis wurde eine Statue des Priesters Redjit gefunden. Eine Inschrift auf der Schulter der Figur nennt drei Könige: Hetepsechemui, Nebre und Ninetjer. Wahrscheinlich hat Redjit als Priester den Totenkult für diese drei Könige versehen, denn seine Statue ist stilistisch an das Ende der 3. Dynastie zu datieren.
Im Süden der Sinai-Halbinsel befinden sich insgesamt drei Felsinschriften mit dem Serech des Nebre. Sie sind in drei verschiedenen Wadis angebracht: Wadi Abu Madawi, Wadi Abu Koua und Wadi 'Ameyra. Ihre Anbringungsorte entsprechen einer bestimmten Route, auf der weitere Felsinschriften mit den Namen von Königen aus den ersten vier Dynastien zu finden sind. Vermutlich handelt es sich um Handelsrouten, die von der Westküste des Sinai ins Landesinnere, zu den Kupfer- und Türkisminen und zurück, führen.

## Regierungszeit

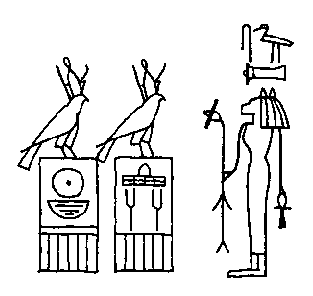
Gefäßritzung mit den Namen der Könige Hetepsechemui und Nebre vor der Darstellung der Göttin Bastet

Wie bereits in der Einleitung erwähnt, ist die Dauer der Regierungszeit von Nebre unbekannt. Rekonstruktionen auf einem Fragment des Palermosteins und auf dem Kairostein lassen auf eine Dauer von 38 bis 39 Jahren für Hetepsechemui und Nebre gemeinsam schließen, woraus sich zwei Möglichkeiten ableiten lassen: Entweder haben beide je 19 Jahre regiert oder Hetepsechemui regierte 29 Jahre und Nebre 10 Jahre. Letzteres wird von der Mehrheit der Ägyptologie bevorzugt.
Über den Verlauf von Nebres Regierungszeit ist ebenfalls kaum etwas bekannt. Einzig Manetho weiß über Nebre (den er „Kaichoos“ nennt) zu berichten, dass dieser regierte 38 Jahr; unter diesem wurden die Götter Apies, Menevus und der Bock zu Mendes eingebracht. Dieser Erzählung stehen Ägyptologen misstrauisch gegenüber, da der Apis-Kult bereits unter König Anedjib zelebriert wurde und die Gottheit Apis selbst bereits seit den Anfängen der 1. Dynastie bezeugt ist.
Im Zusammenhang mit dem Namen Weneg sind die Inschriften auf den Steingefäßen von gesondertem Interesse. Die beiden am häufigsten anzutreffenden Inschriften nennen Schiffsnamen, sowohl „Hor-seba-taui“ (Horus, Stern der beiden Länder) als auch „Sema“ (Wildstier). Beide Namen der Festbarken erscheinen unter Weneg zum ersten Mal und tauchen gleichnamig bei Ninetjer auf. Die Festbarken spielten seit der 1. Dynastie als Königsschiffe die zentrale Rolle bei der Begehung des Horusgeleits. Ob es sich um eine Weiterverwendung unter Ninetjer oder einen Neubau handelt, bleibt unklar.

## Mögliche Grabanlage
Flinders Petrie und Alessandro Barsanti halten das Galeriegrab B in Sakkara unter dem Unas-Aufweg für das des Hetepsechemui, da sich dort Siegelabrollungen sowohl Hetepsechemuis als auch des Nebre fanden. Wolfgang Helck ist unschlüssig und sieht dieses Grab als das von König Nebre, da die Grabstätte von Hetepsechemui noch nicht lokalisiert sei und wahrscheinlich an anderer Stelle in diesem Gebiet liegt.
Es ist unbekannt, warum genau Hetepsechemui/Nebre seine Grabanlage nach Sakkara verlegen ließ. Möglicherweise war es unter anderem eine Entscheidung aus Sicherheitsgründen: der eher weiche Untergrund von Abydos bot nicht genug Schutz vor räuberischen Grabungen, wie die Könige der 1. Dynastie wohl leidlich feststellen mussten (sämtliche Königsgräber waren bereits in der Frühzeit vandaliert und geplündert worden). Der felsige Untergrund von Sakkara (welcher aus besonders hartem Kalkstein und Granit besteht) versprach mehr Sicherheit, zumindest vor Grabungen von außen her. Galleriegrab B befindet sich in einer Tiefe von etwa 7,85 m. Der Eingang liegt am nördlichen Ende, die gesamte Anlage weist in südliche Richtung. Eine 35 m lange Treppe führt in die etwa 122 m lange und 48 m breite unterirdische Labyrinth-Anlage aus Korridoren, Kammern und Magazinen, die eine Gesamtfläche von etwa 5,85 Quadratkilometern einnimmt. Die Treppe weist vier Absätze auf, die für vier massive Verschlusssteine eingerichtet worden waren. Ein fünfter Verschlussstein dürfte die unterirdische Eingangstür zur eigentlichen Grabanlage verschlossen haben. Die Korridore, Kammern und Magazine weisen unterschiedliche Deckenhöhen auf, sie schwanken zwischen 2,0 und 2,2 m. Insgesamt wurden 122 Räume archäologisch erfasst und erforscht. Interessanterweise weist Galleriegrab B zwei größere Kammern (Kammer H und Kammer J) auf, die gleichermaßen als Grabkammern in Frage kommen. Das bewusst labyrinthartig angelegte Korridor- und Magazinsystem kann als weitere Sicherheitsmaßnahme gewertet werden.

### Allgemein
- Jürgen von Beckerath: Handbuch der Ägyptischen Königsnamen. Deutscher Kunstverlag, München / Berlin 1984, ISBN 3-422-00832-2.
- Jürgen von Beckerath: Chronologie des pharaonischen Ägypten. von Zabern, Mainz 1997, ISBN 3-8053-2310-7.
- Peter A. Clayton: Die Pharaonen. Bechtermünz, Augsburg 1994, ISBN 3-8289-0661-3.
- Walter B. Emery: Ägypten, Geschichte und Kultur der Frühzeit, 3200-2800 v. Chr. Fourier, München 1964.
- Wolfgang Helck: Wirtschaftsgeschichte des alten Ägypten im 3. und 2. Jahrtausend vor Chr. Brill, Leiden 1975, ISBN 90-04-04269-5.
- Jochem Kahl: Inscriptional Evidence for the relative Chronology of Dyns. 0-2. In: Erik Hornung, Rolf Krauss, David A. Warburton: Ancient Egyptian chronology. Brill, Leiden 2006, ISBN 90-04-11385-1, S. 94–115 (Online).
- Jochem Kahl: »Ra is my Lord«: Searching for the Rise of the Sun God at the Dawn of Egyptian History. Harrassowitz, Wiesbaden 2007, ISBN 3-447-05540-5.
- George Andrew Reisner, Emily Teeter: Mycerinus: The temple of the third pyramid at Giza. In: Journal of Near Eastern studies. Band 56, Nr. 4, 1997, S. 305.
- Pierre Lacau, Jan-Phillip Lauer: La Pyramide a Degrees IV. - Inscriptions Gravees sur les Vases: Fouilles à Saqqarah. Service des antiquités de l'Égypte, Kairo 1936.
- Peter Munro: Der Unas-Friedhof Nord-West. Band 1: Topographisch-historische Einleitung, das Doppelgrab der Königinnen Nebet und Khenut. von Zabern, Mainz 1993, ISBN 3-8053-1353-5.
- Hermann A. Schlögl: Das Alte Ägypten. Geschichte und Kultur von der Frühzeit bis zu Kleopatra. Beck, München 2006, ISBN 3-406-54988-8.
- Thomas Schneider: Lexikon der Pharaonen. Albatros, Düsseldorf 2002, ISBN 3-491-96053-3.
- Rainer Stadelmann in: Mélanges Mokhtar. Institut français d'archéologie orientale du Caire, Kairo 1985, ISBN 2-7247-0019-8.
- Rainer Stadelmann: Die ägyptischen Pyramiden. Vom Ziegelbau zum Weltwunder (= Kulturgeschichte der Antiken Welt. Band 30). 2., überarbeitete und erweiterte Auflage. von Zabern, Mainz 1991, ISBN 3-8053-1142-7.
- Dietrich Wildung: Die Rolle ägyptischer Könige im Bewußtsein ihrer Nachwelt. Teil I. Posthume Quellen über die Könige der ersten vier Dynastien. In: Münchener Ägyptologische Studien. Band 17, Deutscher Kunstverlag, München / Berlin 1969.
- Toby A. H. Wilkinson: Early Dynastic Egypt. Routledge, London / New York 1999, ISBN 0-415-18633-1.

### Zu den Siegelabrollungen
- Eva-Maria Engel: Die Siegelabrollungen von Hetepsechemui und Raneb aus Saqqara. In: Ernst Czerny, Irmgard Hein, Hermann Hunger, Dagmar Melman, Angela Schwab: Timelines: Studies in honour of Manfred Bietak. Peeters, Leuven 2006, ISBN 90-429-1730-X (online).
- Eva-Maria Engel, Vera Müller: Verschlüsse der Frühzeit. Erstellung einer Typologie. In: Göttinger Miszellen. (GM) Band 178, Göttingen 2000, S. 31–44.
- Wolfgang Helck: Untersuchungen zur Thinitenzeit (= Ägyptologische Abhandlungen. (ÄA) Band 45). Harrassowitz, Wiesbaden 1987, ISBN 3-447-02677-4.
- Jochem Kahl: Das System der ägyptischen Hieroglyphenschrift 0.-3. Dynastie. In: Göttinger Orientforschungen.(GOF) I. Reihe: Grundlagen und Ergebnisse. Band IV, Nr. 24, Wiesbaden 1994.
- Peter Kaplony: Inschriften der ägyptischen Frühzeit. Band 3. Harrassowitz, Wiesbaden 1963.
- Gaston Maspero: Notes sur les objets recueillis sous la pyramide d'Ounas In: Annales du Service des Antiquités de l´Egypt. (ASAE) Band 3, Le Caire 1902, S. 185–190.